# Khamyang
Le khamyang ou taï khamyang est une langue taï-kadaï, parlée dans l'Assam, dans le nord-ouest de l'Inde. La langue est menacée.

## Histoire de la langue
Les Khamyang sont arrivés dans la région il y a environ 300 ans. Vivant dans un seul village de la vallée de Buri Dihing, les locuteurs ne sont plus que cinquante.

## Classification
Le khamyang appartient au sous-groupe des langues taï du Sud-Ouest, rattaché aux langues taï au sein de la famille taï-kadaï.

## Sources
- (en) David Bradley, « East and Southeast Asia », dans Christopher Moseley, Encyclopedia of the world’s endangered languages, Milton Park, Routledge, 2007, 349-424 p. (ISBN 9780700711970)
- (en) George van Driem, « South Asia and the Middle East », dans Christopher Moseley, Encyclopedia of the world’s endangered languages, Milton Park, Routledge, 2007, 283-348 p. (ISBN 9780700711970)
- (en) Stephen Morey, « Tones in the Tai languages of northeast India », dans Wilaiwan Khanittanan et Paul Sidwell, SEALS XIV, vol. 1 : Papers from the 14th annual meeting of the Southeast Asian Linguistics Society 2004, Canberra, Pacific Linguistics, Research School of Pacific and Asian Studies, The Australian National University, 2008, 239-250 p. (ISBN 9780858835856, lire en ligne)